# Velika Mučna
Velika Mučna falu Horvátországban Kapronca-Kőrös megyében. Közigazgatásilag Sokolovachoz tartozik.

## Fekvése
Kaproncától 9 km-re délnyugatra, községközpontjától 3 km-re északkeletre a Bilo és a Kemléki-hegység között fekszik.

## Története
1610-ben Mučnát a kaproncai kapitánysághoz tartozó 9 település között sorolják fel.
A falunak 1857-ben 376, 1910-ben 609 lakosa volt. Trianonig Belovár-Kőrös vármegye Kaproncai járásához tartozott. 2001-ben a falunak 363 lakosa volt.

## Nevezetességei
Szent Mihály tiszteletére szentelt temploma egyhajós épület, téglalap alaprajzú, félköríves szentéllyel és a főhomlokzaton harangtoronnyal. A templom 1740-ben épült. A hajó lekerekített sarkú területe boltozatos, kettős övekkel elválasztott csehsüvegboltozattal. A szentély boltozata három, háromszög alakú gömbszeletből áll, amelyeket gerendák választanak el. A kórus széles boltíven nyugszik. Alatta egy boltíves nyílással rendelkező fal, amelyen keresztül lehet belépni a hajó terébe. A bejárat feletti harangtorony félköríves nyílásokkal, legfelül pedig piramis alakú toronysisakkal rendelkezik. Alsó része négyszög, míg felül nyolcszög alaprajzú. A harangtorony oldalain az oromzat homorú oldalakkal van kialakítva. A homlokzat ritmikus, kettős lizénákkal és lekerekített ablakokkal.